# Marca de Zeitz

Mapa de la Marca de Zeitz

El Imperio otoniano, con la Marca de Zeitz (sombreado), en el.

La Marca de Zeitz (del alemán: Mark Zeitz) fue una marca del Sacro Imperio Romano Germánico, creada a partir de la división de la marca Geronis en 965, realizada por el emperador Otón I a la muerte de Gero el Grande. Su capital fue Zeitz. Su primer y único margrave fue Wigger. En 982, Zeitz fue reunificada con las marcas de Meissen y Merseburgo bajo Rikdag, quien así temporalmente reunificó toda la antigua marca Geronis meridional salvo la Marca Sajona Oriental (Ostmark). En 983, Zeitz fue invadido por los sorbios y el territorio de la marca cayó en manos de los eslavos. Sin embargo, la marca de Zeitz, junto con la posterior Marca de Lusacia, fue una división recurrente de la Marca de Meissen durante el reinado del emperador Enrique II.